# Giorgina Madìa
Giorgina Madìa (Nápoles, 27 de dezembro de 1904) foi uma física e engenheira eletricista italiana, especialista em comunicações elétricas.
Trabalhou no Consiglio Nazionale delle Ricerche e foi depois professora da Universidade de Nápoles Federico II. Foi palestrante convidada do Congresso Internacional de Matemáticos em Bolonha (1928 - I trasformatori telefonici).